# The Criminal (film 1916)
The Criminal è un film muto del 1916 diretto da Reginald Barker e prodotto da Thomas H. Ince.

## Produzione
Il film fu prodotto da Thomas H. Ince per la Kay-Bee Pictures e la New York Motion Picture.

## Distribuzione
Presentato da Thomas H. Ince, il film venne distribuito dalla Triangle Distributing, uscendo nelle sale cinematografiche statunitensi il 2 dicembre 1916.